# Formules van Mollweide

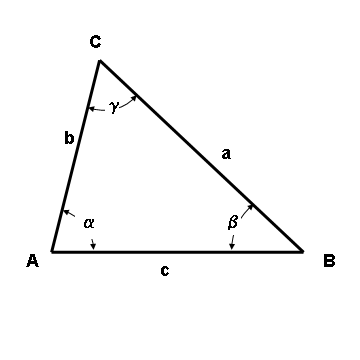
Namen van zijden en hoeken

De formules van Mollweide zijn goniometrische formules die gelden in een willekeurige driehoek. Ze zijn vernoemd naar de Duitse wiskundige en astronoom Karl Brandan Mollweide, die ze in 1808 publiceerde. De vernoeming is historisch niet correct, aangezien Isaac Newton de formules al een eeuw eerder had gevonden. De formules zijn:
{\displaystyle (b+c)\sin({\frac {\alpha }{2}})=a\cos({\frac {\beta -\gamma }{2}})}
{\displaystyle (b-c)\cos({\frac {\alpha }{2}})=a\sin({\frac {\beta -\gamma }{2}})}
Overeenkomstige formules voor andere zijden en hoeken ontstaan door verwisseling.
In het middelbaar onderwijs in Nederland werd tot halverwege de 20e eeuw met de formules van Mollweide ook wel verwezen naar de formules van Simpson.

## Noot
1. ↑  I. Newton (1707): Arithmetica Universalis. Cambridge; p. 122.
2. ↑  B. Gongrijp, P. Wijdenes: Leerboek der goniometrie & trigonometrie. Groningen: P. Noordhoff; blz. 88.